# Мојица Бирта Зец
Мојсије Мојица Бирта — Зец (Гаково, код Грубишног Поља, 20. мај 1916 — Лудбрег, 6. јул 1944) био је учесник Народноослободилачке борбе и народни херој Југославије.

## Биографија
Рођен је 20. маја 1916. у Гакову код Грубишног Поља. Како је имао мало земље, земљорадњом се бавио само повремено. Претежно је радио као шумарски радник. Отац му је погинуо у Првом светском рату, на руском фронту, па му је мајка остала сама с двоје деце. Завршио је у Гакову три разреда основне школе, али је због помањкања средстава прекинуо школовање све до поновне удаје своје мајке у Гремушини, где је наставио школовање и завршио четврти разред основне школе. Истицао се у сеоском тамбурашком друштву, па је као врстан свирач постао познат у народу билогорских села. Недуго затим, оженио се сиромашном девојком Савом Тарабић и радио на земљи, а зими и на шумским радилиштима. Организовано и под водством Комунистичке партије Југославије, радио је и деловао од 1940. године у свом селу. Почетком 1941. године постао је члан КПЈ.
Априла 1941. године усташе су хапшењима разбили билогорску партијску организацију, која је поново оживела заслугом Звонка Бркића, тадашњег секретара Котарског комитета КП Хрватске за Грубишно Поље, тек крајем 1941. и почетком 1942. године. У то време, Бирта је припадао мањој групи партизана под руководством Гедеона Богдановића Геце, у којој је Бркић основао партијску организацију, која је радила на ширењу устанка у том крају.
Фебруара 1942. године, приступио је међу првима у тек формирану Билогорску партизанску чету, насталу из споменуте групе. Брзо је постао командир вода. Показао се као врло способан руководилац, нарочито у извиђању и откривању кретања непријатеља. Одатле му и партизанско име „Зец“. Штаб зоне га је, крајем августа 1942. године, међу првима из Билогоре, упутио на официрски курс у Лику, који је завршио с успехом. На повратку из Лике, отишао је у Славонију, где је у то време формирана Седамнаеста славонска бригада. Како је већ раније, када је Билогорска чета прерасла у батаљон, био командир чете, сада је постао командир Треће чете Трећег батаљона Седамнаесте славонске бригаде. Његова чета је постала носилац победа Трећег батаљона и зато је 1943. постављен за заменика, а 3. маја 1944. године, на Равној гори, за команданта Трећег батаљона.
Као командир чете, учествовао је у нападима на усташка упоришта Вировитицу, Гарешницу, Чаглин, Воћин, Ђурђеновац, Бијелу Кулу, као и у борбама око Дарувара, на Равној гори, у Пожешкој котлини, у Мославини и Подравини. Учествовао је, као припадник Седамнаесте бригаде, у низу борби у Хрватском загорју, које су довеле до масовнијег учешћа народа тог краја у Народноослободилачкој борби.
Истакао се, као заменик батаљона, крајем 1943. године, у биткама у Мославини, у близини Гарешнице. На челу Трећег батаљона учествовао је у многим борбама у Хрватском загорју, Пригорју, Мославини, Подравини и Славонији. Он и батаљон су постали чувени, нарочито после напада на непријатељско упориште Златар и аеродром Куриловац код Велике Горице.
Врхунац славе Мојица Бирта постигао је у нападу на Чаглин, у котару Славонска Пожега, гнездо остатака купрешких усташа, када је батаљон, под његовим водством, потпуно уништио усташку бојну. Храбро и успешно је руководио нападима у Батињанима и Горњој Вријески, те на усташка и немачка упоришта Вировитицу, Воћин, Нашице, Ђурђеновац, Чаглин, Лудбрег. Усред лета 1943. године, руководио је нападом на Врховце, који је прошао без губитака.
Погинуо је у ноћи између 5. и 6. јула 1944. године, када су јединице 17. ударне бригаде 28. славонске дивизије напале Лудбрег, у коме се бранило око 750 усташа. После врло тешке борбе, партизани су се, због пристиглих непријатељских појачања, повукли. У самом граду, у који је успео да продре, остао је Мојица Бирта са седамдесет и тројицом својих бораца, где су, изузев неколицине, сви погинули, пружајући отпор целог дана.
У току рата, усташе су његову мајку Марију интернирале заједно са другим бјеловарским Србима, услед чега је 1941. године умрла, док је његов син Ђуро, који је рођен непосредно пред почетак рат одведен у логор Јасеновац.
Указом Президијума Народне скупштине ФНР Југославије 5. јула 1951. проглашен је за народног хероја.